# Projekt Visitenkarte
Das Projekt Visitenkarte war ein von Oberbaurat Ziegler am 12. Dezember 1958 dem Stadtrat der Stadt Ludwigshafen am Rhein präsentiertes städtebauliches Projekt, das im Februar 1959 vom Stadtrat genehmigt wurde.

## Ziele

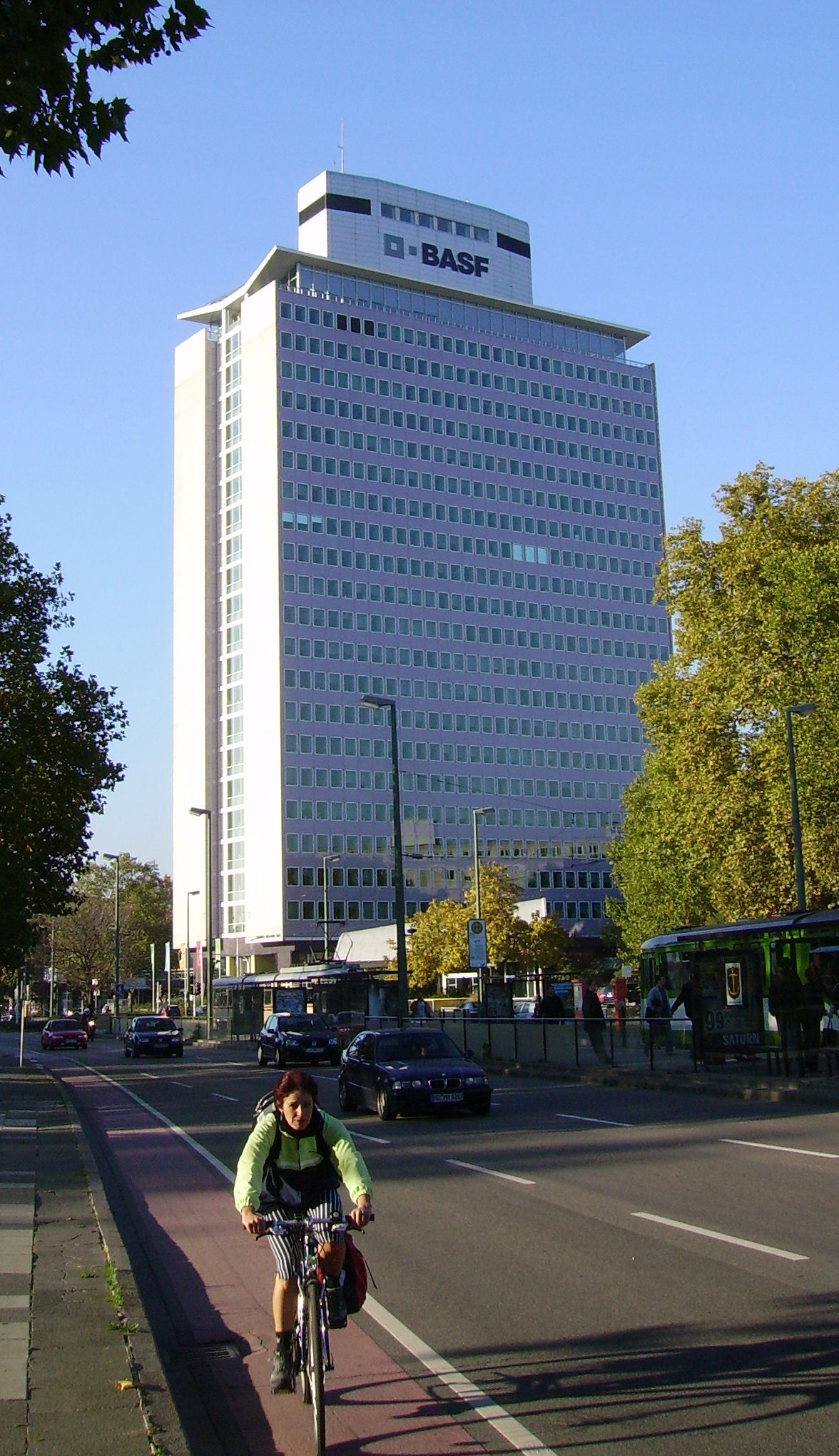
BASF-Hochhaus, 2013/2014 abgerissen

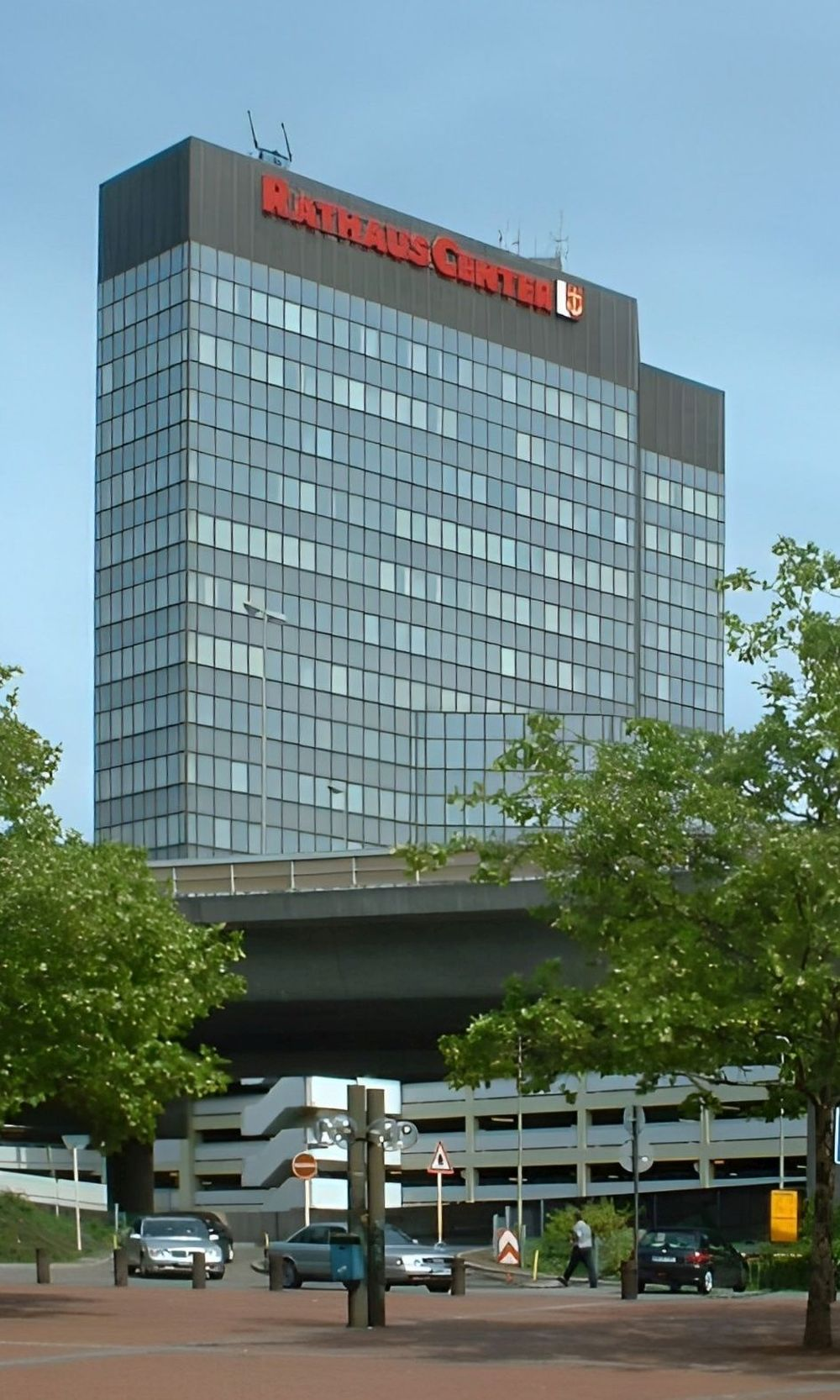
Rathaus-Center

Mit diesem Projekt Visitenkarte wurden mehrere Ziele verfolgt:
1. Eine repräsentativere Gestaltung der Kernstadt.
2. Bau eines Rathochhauses als Gegenstück zum BASF-Hochhaus.
3. Bindung der Kaufkraft in der Stadt Ludwigshafen[1]

Ausgangspunkt war dabei die Neugestaltung des Jubiläumsplatzes. Ziel des Projekts war es, das Stadtzentrum als Krone der Gesamtstadt im Bewusstsein der Bevölkerung zu verankern und die Funktionen der Kernstadt stärker zu betonen. Dieses Ziel sollte erreicht werden durch Freiflächen, durch die Schaffung von Durchblicken und die Einrichtung rückwärtiger Bedienungsflächen.
Außerdem sollte die Stadt durch ein schöneres Eingangstor optisch aufgewertet werden. Dazu sollte der Jubiläumsplatz, der heutige Berliner Platz, durch das Rathochhaus und den Rundbau des Kaufhofs, der so genannten „Tortenschachtel“, neu gestaltet werden. Im Rahmen dieser Umgestaltung sollten bis auf den Ankerhof praktisch alle bisherigen Gebäude verschwinden.
Durch den Abriss des ehemaligen Pfalzbaus und des alten Kaufhofs (Kaufhaus Tietz von 1930) sollte Platz geschaffen werden für den neuen Kaufhaus-Rundbau und ein Rathochhaus an der Hochstraße. An dem vorgesehenen Platz steht heute das Mosch-Hochhaus.

### Planung
Generell sollte der Durchgangsverkehr mehr als bislang vorgesehen aus dem Innenstadtbereich ferngehalten werden und über Hochstraßen, abgekoppelt vom normalen Straßennetz, über die Stadt geführt werden. Hochstraßen, Ringe, Tangenten oder Stadtautobahnen erschienen nach dem US-amerikanischen Vorbild als Lösung der Verkehrsplanung. Die Verkehrsplaner glaubten, mit solchen Bauwerken durchaus eine Aufwertung der Stadt zu erreichen, mit einer spezifischen Ästhetik, in der aufgeständerte Autobahnen als modern galten.
Der General-Anzeiger fasste in einem Artikel aus dem Jahr 1958 die Grundideen des Oberbaurats Georg Ziegler folgendermaßen zusammen:
„Wir wollen eine schöne Stadt bauen für etwa 150.000 bis 220.000 Menschen, Es liegt nicht in unserem Interesse, eine Ballung von 300.000 oder 400.000 Menschen zu schaffen.“
Dazu ist festzustellen: Ludwigshafen hatte im Jahr 2006, also fast fünfzig Jahre später, eine Einwohnerzahl von 167.000 Menschen. Weiter heißt es in dem Artikel:
„Es soll in Zusammenarbeit mit Staat und Industrie eine Idealstadt entstehen, die den Bewohnern die Beschwernisse des Verkehrs weitgehend erspart und den einzelnen Ortsteilen ihr Eigenleben nach Möglichkeit gestattet.“

### Abstimmung
Das Projekt Visitenkarte wurde am 13. Februar 1959 vom Ludwigshafener Stadtrat gegen fünf CDU-Stimmen (ein Teil der CDU-Stadträte war der Abstimmung ferngeblieben) vor einer lebhaften Zuschauertribüne genehmigt. Die CDU hatte keine städtebauliche Alternative und war sich uneinig. Die CDU kritisierte die mangelnde Transparenz und CDU-Stadtrat Paul Fischer äußerte seine Bedenken wie folgt: „In aller Hochachtung vor dem Stadtbauamt kann ich nicht zustimmen, weil ich nicht weiß, ob es nicht doch einen besseren Vorschlag gibt.“ Die Eile, mit der das Projekt durchgepeitscht wurde, war ihm verdächtig. Aber was wollte er gegen eine SPD ausrichten, deren Vertreter selbst sagten, dass die „Wünsche der Wirtschaft“ maßgeblich sein sollten. Stadtrat Heitz (FDP) sprach unter Hinweis auf die Lage der aus Wohnungen und Geschäften verdrängten Bürger den Wunsch aus, den Geschädigten weitgehend entgegenzukommen. Dr. Klüber sagte dies zu, indem er erklärte „Es wird unser vornehmstes Bestreben sein, daß diesen Bürgern kein Unrecht geschieht“.
Den Einwand, dass die neue Hochstraße die Pfälzer Autofahrer dazu veranlassen könne, gleich nach Mannheim durchzufahren, versuchte Bürgermeister Wagner zu entkräften, überzeugte aber mit seiner Argumentation nicht. Aus heutiger Sicht lässt sich leicht feststellen, dass dieser Einwand berechtigt war.
Dass die CDU, genauso wie ihre einzige Konkurrenz, eine Modernisierungspartei war, sollte sich ein Jahr später zeigen. Um der Stadt ein „grünes Herz“ zu verschaffen, war CDU-Stadtrat Adelbert Starck in einem auf 25 Jahre berechneten Neugestaltungsplan zu weiteren Abrissen und Bevölkerungsumsiedlungen bereit. 1964 forderte der Vorsitzende der CDU-Stadtratsfraktion, Helmut Kohl, eine „zukunftsweisende Planung“ und wollte das Bisherige überbieten.

## Maßnahmen

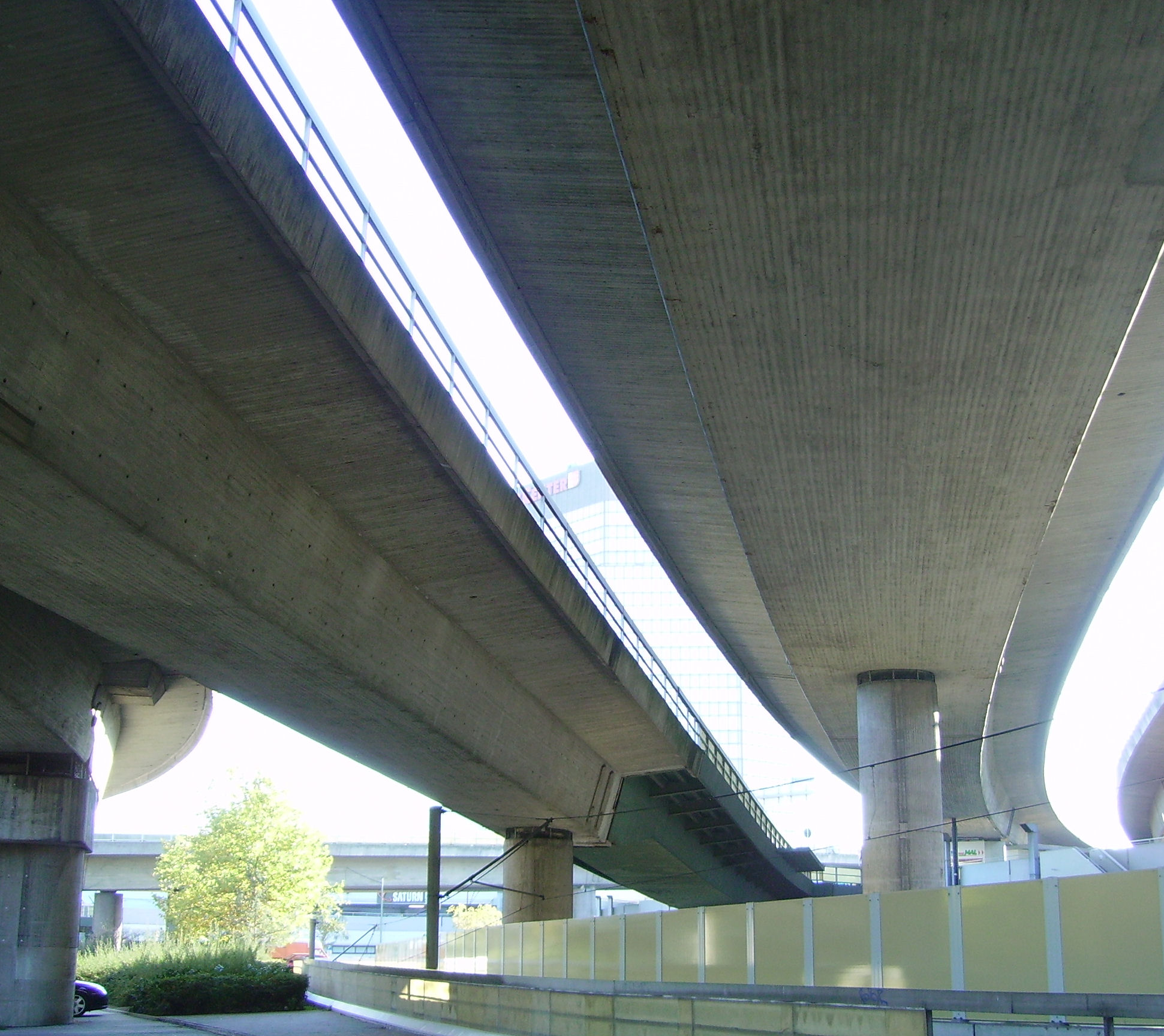
Ergebnis des Projekts: Hochstraßen

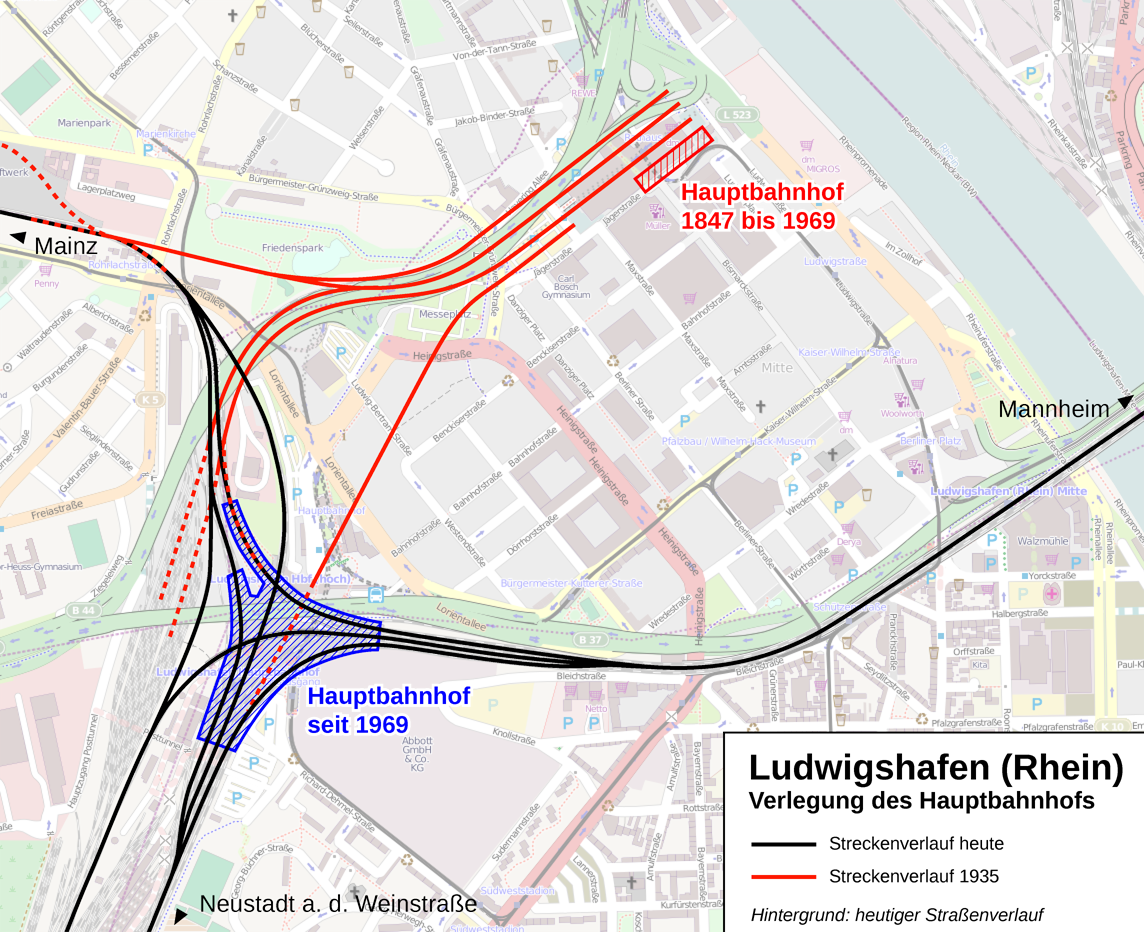
Alter und neuer Standort des Ludwigshafener Hauptbahnhofs

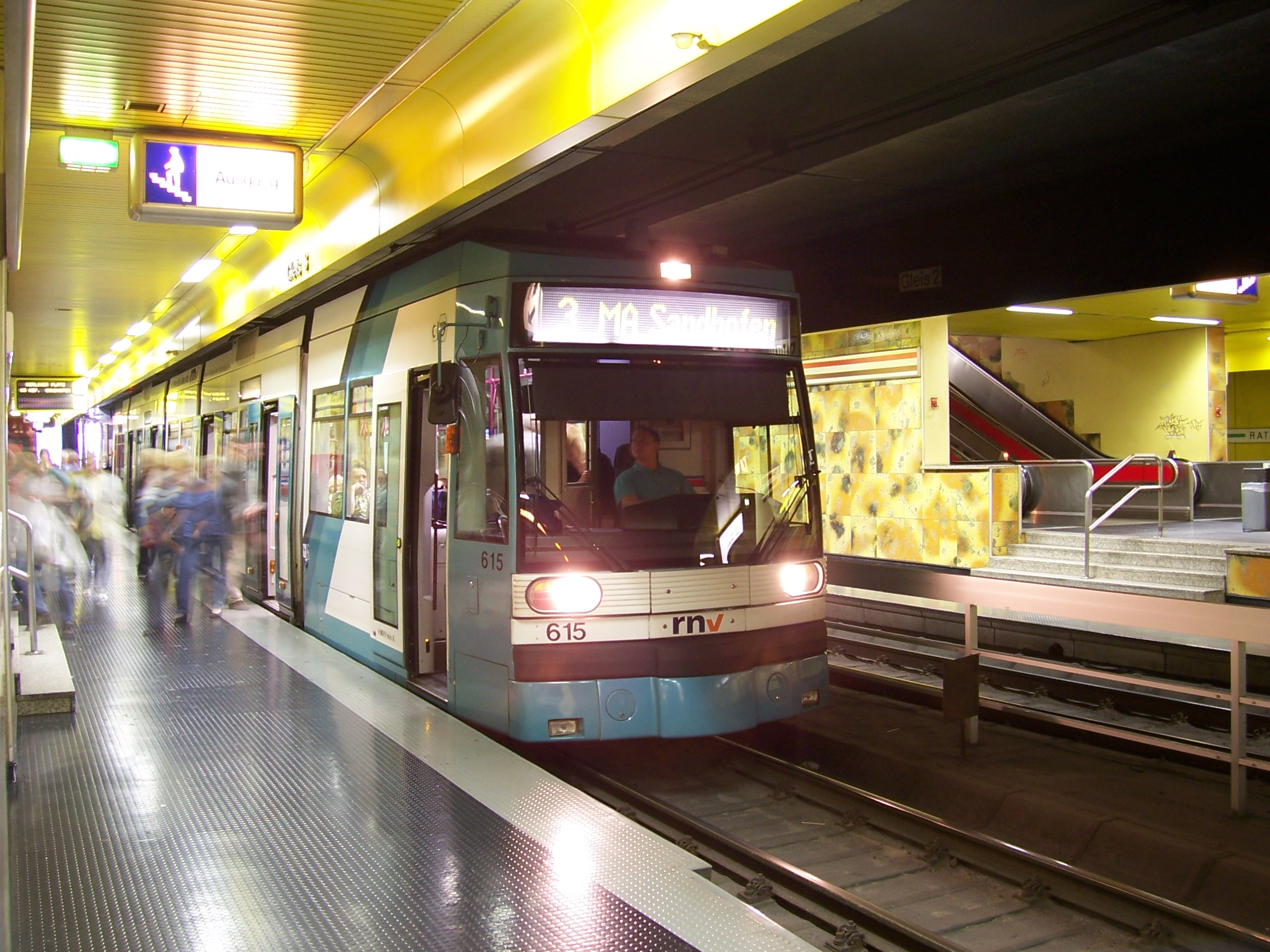
Unterirdische Haltestelle Rathaus

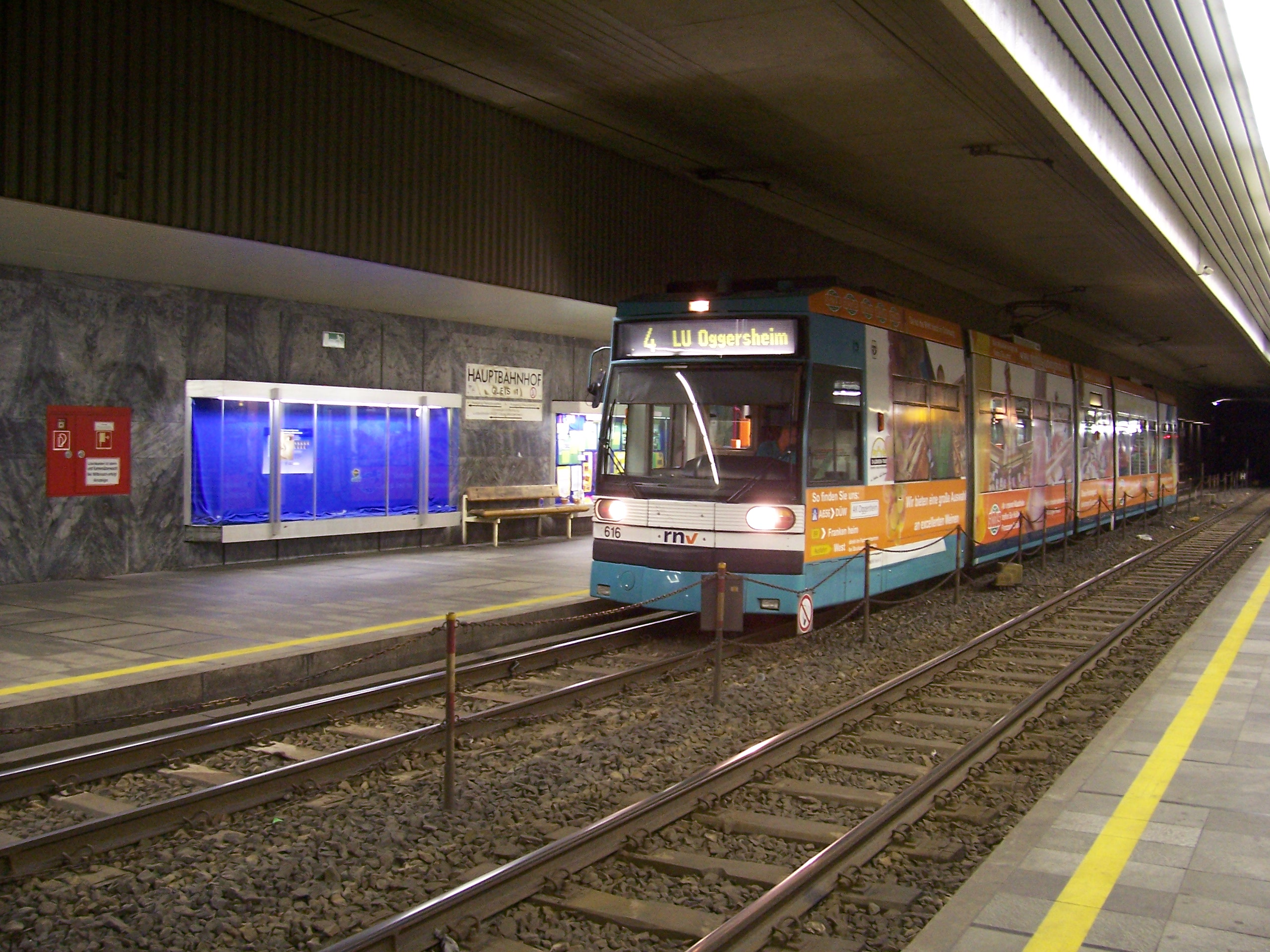
U-Bahnhof Hauptbahnhof

Im Rahmen dieses Projektes wurden für eine autogerechte Stadt Hochstraßen angelegt sowie der Ludwigshafener Hauptbahnhof verlegt und von einem Kopfbahnhof zu einem Durchgangsbahnhof.
Die Umgestaltung des Stadtzentrums ließ sich aber auf Grund des heftigen Widerstands in Teilen der Bevölkerung nicht so rasch umsetzen wie geplant. Die Bürger stellten sich nicht gegen den Stadtumbau, wollten allerdings nicht ein Kaufhaus als Mittelpunkt, sondern eine ruhige Anlage wie beim Mannheimer Wasserturm.

### Bau von Hochstraßen
Der Bau der Hochstraßen begann von der neu auszubauenden Rheinbrücke aus. Dieses erste große Stück Hochstraße wurde am 9. Juli 1959 eröffnet und war der Beginn der Umgürtelung der Innenstadt durch Schnelltrassen. Bundesverkehrsminister Hans-Christoph Seebohm, der die 900 Meter lange und 24 Millionen Mark teure Anlage dem Verkehr übergab, betonte ihre Einmaligkeit in Europa. Vergleichbares finde sich nur in den USA und Australien. Konkretes Vorbild war das im Rahmen der Olympiade 1964 in Tokio gebaute Stadtautobahnnetz.
Aufgrund der Betonbauweise und des hohen Verkehrsaufkommens müssen diese Hochstraßen vierzig Jahre später mit hohem Aufwand saniert bzw. neu errichtet werden.

### Verlegung des Hauptbahnhofs
Im Jahr 1962 begann mit der Unterzeichnung einer Übereinkunft zwischen der Stadt Ludwigshafen und der Deutschen Bundesbahn die Umsetzung eines lange ersehnten Verkehrsprojektes – der Bau eines Durchgangsbahnhofs und die Aufgabe des seit 1847 bestehenden Kopfbahnhofs. Diese Einigung wurde möglich durch Pläne der Stadt für die Anlage einer Nordbrücke und den Wunsch der Bahn nach Beschleunigung des Schienenverkehrs. Allerdings wurde der neue Bahnhof dadurch an die westliche Peripherie der Innenstadt verlegt und befand sich einen Kilometer vom Geschäftszentrum der Stadt entfernt.
Der neue Durchgangsbahnhof wurde im Jahr 1969 eingeweiht, sein ungünstiger Standort führte allerdings dazu, dass er sich nicht zum Mittelpunkt eines neuen Stadtzentrums entwickelte. Auch wurde er nicht an das Schnellbahnnetz angeschlossen.
Auf der frei werdenden Fläche am Standort des alten Bahnhofs entstand die nördliche Hochstraße sowie das Rathaus-Center.

### Bau einer U-Straßenbahn
Als erste Umsetzungsstufe von weitergehenden Plänen für eine U-Bahn in Ludwigshafen und Mannheim wurde zuerst am neuen Hauptbahnhof eine unterirdische Straßenbahnhaltestelle angelegt sowie der Bahnhof von einem Straßenbahn-Tunnel unterquert.
Über die Kurt-Schumacher-Brücke wurde eine vom Individualverkehr getrennte Straßenbahnstrecke nach Mannheim errichtet. An der Stelle des alten Kopfbahnhofs entstand in zwei Ebenen die als zukünftiger U-Bahnhof vorgesehene Haltestelle Rathaus (bis 1979 „Hauptpost“). Angebunden wurde die unterirdische Haltestelle über eine noch heute (2024) genutzte provisorische Rampe zur Straßenbahnstrecke in der Ludwigstraße, die vollständig unter der Erde liegende Strecke über den Danziger Platz zum Hauptbahnhof (sog. „C-Strecke“), die neue Strecke nach Mannheim sowie eine auf gesondertem Bahnkörper geführte Strecke zum BASF-Hochhaus und weiter nach Oppau. Etwa zeitgleich entstand die Haltestelle Dalbergstraße als einzige unterirdische Haltestelle Mannheims unter dem Luisenring.
Weitergehende Pläne, insbesondere die bereits in der Lage und Ausführung der Haltestelle Rathaus berücksichtigte Untertunnelung der Bismarckstraße und des Berliner Platzes, wurden nicht mehr verwirklicht.
2008 wurde die unterirdische Straßenbahnverbindung zwischen Rathaus und Hauptbahnhof wieder außer Betrieb genommen und die zweite Ebene der Haltestelle Rathaus stillgelegt.

## Fazit
Konsequenzen des Baus von Hochstraßen waren der wachsende Raumbedarf für Verkehrsbauten und die Abdrängung der Fußgänger auf eine andere Ebene.
Die Städteplaner gingen in den 1950er und 1960er Jahren von einer „Vormachtstellung des Automobils“ aus, das mit technischem Fortschritt gleichgesetzt wurde. So hatte der Deutsche Städtetag 1954 in seinen Zwanzig Leitsätzen die Trennung der Verkehrsarten, den Bau von Umgehungsstraßen sowie von Fußgängerüber- und -unterführungen gefordert. Die Verkehrsplaner betrachteten die Straßenbahn als leistungsfähiges Hauptverkehrsmittel, während Journalisten und Politiker unter dem Eindruck der Massenmotorisierung diese nun als altmodisch bezeichneten.